# Donal Fox
Donal Fox (Boston, 17 juli 1952) is een Amerikaanse pianist en componist, die actief is in zowel de klassieke muziek alsook de jazz.

## Biografie
In zijn Jazz Duet-serie werkte en speelde Fox met muzikanten als Oliver Lake, John Stubblefield, Bill Pierce, David Murray, Elliott Sharp, Regina Carter, Andrew Cyrille, Stefon Harris, Al Foster, Gary Burton en John Patitucci en de dichter Quincy Troupe en speelde opnamen met hen in.
In het seizoen 1991/1992 was hij de eerste Afro-Amerikaanse componist-in-residence van het St. Louis Symphony Orchestra, van 1993 tot 1994 was hij te gast in de Library of Congress in een programma van de National Public Radio en de Harvard University. In 1998 speelde hij de wereldpremière van Anthony Kelley's pianoconcert Africamerica met het Richmond Symphony Orchestra, waarvoor hij verschillende cadans- en solopartijen componeerde en improviseerde.
Op het American Composer Orchestra Improvise Festival in 2002/03 speelde hij de New Yorkse première van het pianoconcert Boogie Woogie Concertante van T.J. Anderson. In dit achtdelige werk dat Anderson voor hem componeerde, moet het hele sologedeelte van de piano worden geïmproviseerd. In 2003/2004 was Fox artist in residence in het Guthrie Centre in Noord-Ierland en het Oberpfälzer Künstlerhaus in Schwandorf.
Fox ontving een Guggenheim-beurs in 1997, een Fondazione Bogliasco-beurs in 1998 en werd genomineerd voor de CalArts / Alpert Award in de kunsten in 1999, 2001 en 2003.

## Discografie
- 1989: Boston Duets (Music & Arts Program of America) met Oliver Lake
- 1993: Ugly Beauty (Evidence Records) met David Murray
- 1993: Gone City (New World Records, ed. 1997) met John Lockwood, John McDonald, Eric Thomas en Quincy Troupe
- 2008: The Scarlatti Jazz Suite Project (Leonellis Music)

## Werken
- Dialectics voor twee piano's
- Chords from T. J. Anderson's "Intermezzi" voor piano
- Duetto voor klarinet en piano
- Jazz Sets and Tone Rows voor saxofoon en piano

- International Standard Name Identifier: 0000 0000 2906 5845
- Library of Congress Control Number: n86143123
- MusicBrainz: 993cec57-e0f8-4011-a9c7-1dbe9d5a6e62
- Virtual International Authority File: 47190927
- WorldCat: E39PBJw4F8QYJBmwfCmxBTKKh3